# Vagn Holmboe
Vagn Holmboe född den 20 december 1909 i Horsens, död den 1 september 1996 i Ramløse, var en dansk kompositör och musikkritiker. 
Som 17-årig blev han antagen till, och därefter utbildad vid, Det Kongelige Danske Musikkonservatorium. Där studerade han bland annat under Knud Jeppesen och Finn Høffding. Holmboe läste vidare för Ernst Toch i Berlin 1930 och i Rumänien 1933–1934. Under det första året i Rumänien gifte han sig med den rumänska pianisten Meta May Graf. 
Vagn Holmboe var musikkritiker vid Politiken 1947–1955. Från 1950 var han lärare, och under perioden 1955 till 1965 var han professor i musikteori och komposition, vid Det Kongelige Danske Musikkonservatorium. Han hade flera förtroendeuppdrag i danskt musikliv och var genom hela livet en flitig skribent.
Holmboes produktion omfattar över 400 verk i nästan alla genrer. Bland verken för kör a cappella kan nämnas Liber Canticorum och Sange mod vårdybet till dikter av William Heinesen. Han har dessutom skrivit 13 symfonier, många stråkkvartetter samt den satiriska operan Kniven (1963).
Vagn Holmboe har gett namn till en årlig festival i Horsens för klassisk musik, Holmboe i Horsens, som har genomförts sedan 2000. I samband med festivalen utdelas Holmboepriset.